# Сан-Альберто (Колумбия)
Сан-Альберто (исп. San Alberto) — город и муниципалитет на северо-востоке Колумбии, на территории департамента Сесар.

## История
Поселение из которого позднее вырос город было основано 20 мая 1955 года.

## Географическое положение

Муниципалитет Сан-Альберто

Город расположен на крайнем юге департамента, на расстоянии приблизительно 297 километров к юго-юго-западу (SSW) от Вальедупара, административного центра департамента. Абсолютная высота — 123 метра над уровнем моря.

Муниципалитет Сан-Альберто граничит на севере и западе с муниципалитетом Сан-Мартин, на юге и востоке — с территорией департамента Северный Сантандер, на юго-западе — с территорией департамента Сантандер. Площадь муниципалитета составляет 676,1 км².

## Население
По данным Национального административного департамента статистики Колумбии, совокупная численность населения города и муниципалитета в 2012 году составляла 23 224 человек.
Динамика численности населения муниципалитета по годам:
| 2005   | 2006   | 2007   | 2008   | 2009   | 2010   | 2011   | 2012   |
| ------ | ------ | ------ | ------ | ------ | ------ | ------ | ------ |
| 20 018 | 20 465 | 20 911 | 21 370 | 21 823 | 22 285 | 22 757 | 23 224 |

Согласно данным переписи 2005 года мужчины составляли 50,6 % от населения Сан-Альберто, женщины — соответственно 49,4 %. В расовом отношении белые и метисы составляли 97,2 % от населения города; негры, мулаты и райсальцы — 2,8 %.
Уровень грамотности среди всего населения составлял 82,8 %.

## Экономика
Основу экономики Сан-Альберто составляют производство пальмового масла и сельскохозяйственное производство.

59,4 % от общего числа городских и муниципальных предприятий составляют предприятия торговой сферы, 32,5 % — предприятия сферы обслуживания, 6,7 % — промышленные предприятия, 1,4 % — предприятия иных отраслей экономики.